# 蘋果盃

蘋果盃100週年的標誌

蘋果盃（英語：Apple Cup）是美國華盛頓州的兩間主要公立大學－華盛頓州立大學（WSU）和西雅圖華盛頓大學（UW）每年一度的美式足球比賽。傳統上，這場賽事是每年球季的最後一場並會在感恩節前的星期六舉行。比賽場地則以年份決定，單數年份在西雅圖的愛斯基摩犬（Husky）體育館、而雙數年份則在普爾曼的馬田體育館比賽。

## 歷史

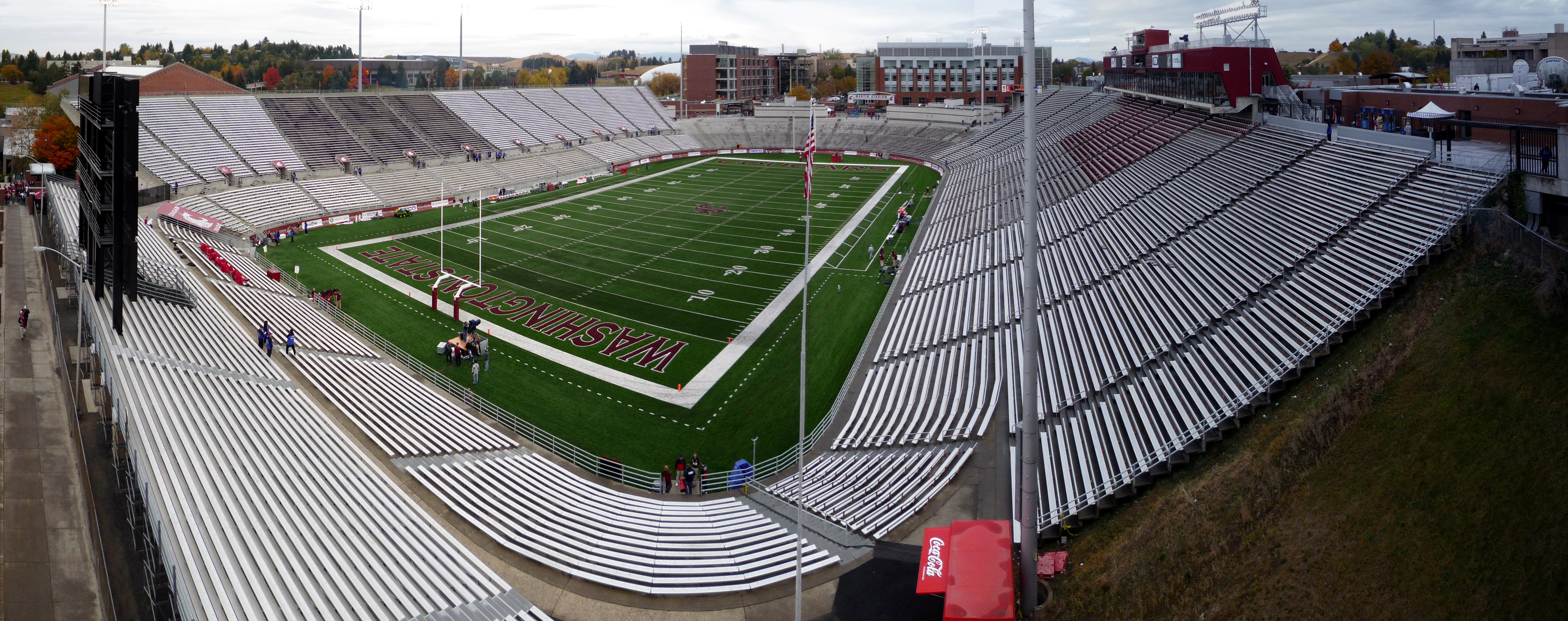
馬田體育場

蘋果盃的前身是「州長盃」，而於1962年正式改名為「蘋果盃」，是因華盛頓州有名的蘋果而得名。蘋果盃的第一場賽事賽於1900年，當時的華盛頓農業學院和西雅圖華盛頓大學賽和。直至2007年為止，兩間學校已經賽了100場，西雅圖華盛頓大學勝64場，華盛頓州立大學勝30場，兩校和6場。
1950年至1980年（1954年除外），華盛頓州立大學曾在斯波坎的祖阿爾比體育館主場，並曾勝出了3場賽事。此後，賽事移師至普爾曼的馬田體育館比賽，華盛頓州立大學共勝出了5場賽事。但華盛頓州立大學是從來沒有連續勝過三場的，在2006年的賽事是最有機會取得三連冠，可是最後也失敗。

## 近況

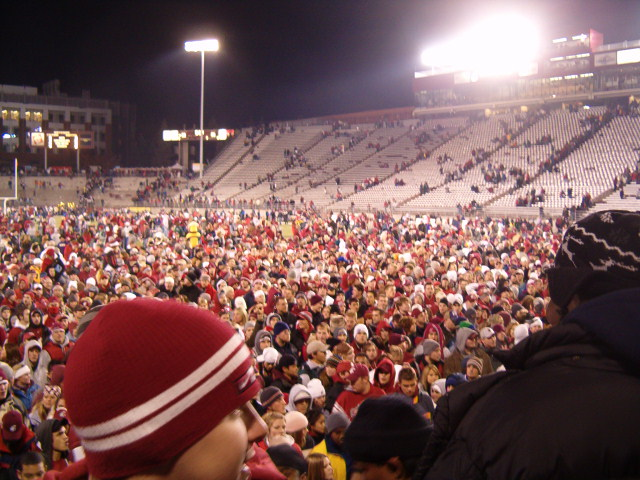
華盛頓州美洲獅慶祝蘋果盃勝利 (2004年)

傳統上，蘋果盃是在感恩節前的星期六舉行。但由於近年的球賽增加到一年12場，有聲音希望蘋果盃順延至感恩節之後，這可以使兩校的球隊有一個星期的休息。可是在2006年的球季，蘋果盃照常在感恩節前的星期六舉行，這令兩校的隊伍都在沒休息的情況下連續賽了太平洋十大學聯會的12場，使得兩隊在蘋果盃時表現疲倦。因此在2007年，蘋果盃改在感恩節後兩天舉行。而這年華盛頓州球季的最後一場將會於12月1日舉行，由西雅圖華盛頓大學對夏威夷大學。
另外，2007年的賽事是蘋果盃的100週年（實際是比賽第100次），是次比賽會由波音贊助。

## 歷年賽果
直至2008年為止，兩間學校已經比賽了101次，歷年賽果如下：
- 西雅圖華盛頓大學: 勝64場
- 華盛頓州立大學: 勝31場
- 賽和: 6

| 比賽年份 | 勝出隊伍         | 得分  |
| -------- | ---------------- | ----- |
| 2008年   | 華盛頓州立大學   | 16-13 |
| 2007年   | 華盛頓州立大學   | 42-35 |
| 2006年   | 西雅圖華盛頓大學 | 35-32 |
| 2005年   | 華盛頓州立大學   | 26-22 |
| 2004年   | 華盛頓州立大學   | 28-25 |
| 2003年   | 西雅圖華盛頓大學 | 27-19 |
| 2002年   | 西雅圖華盛頓大學 | 29-26 |
| 2001年   | 西雅圖華盛頓大學 | 26-14 |
| 2000年   | 西雅圖華盛頓大學 | 51-3  |
| 1999年   | 西雅圖華盛頓大學 | 24-14 |
| 1998年   | 西雅圖華盛頓大學 | 16-9  |
| 1997年   | 華盛頓州立大學   | 41-35 |
| 1996年   | 西雅圖華盛頓大學 | 31-24 |
| 1995年   | 西雅圖華盛頓大學 | 33-30 |
| 1994年   | 華盛頓州立大學   | 23-6  |
| 1993年   | 西雅圖華盛頓大學 | 26-3  |
| 1992年   | 華盛頓州立大學   | 42-23 |
| 1991年   | 西雅圖華盛頓大學 | 56-21 |
| 1990年   | 西雅圖華盛頓大學 | 55-10 |
| 1989年   | 西雅圖華盛頓大學 | 20-9  |
| 1988年   | 華盛頓州立大學   | 32-31 |
| 1987年   | 西雅圖華盛頓大學 | 34-19 |
| 1986年   | 西雅圖華盛頓大學 | 44-23 |
| 1985年   | 華盛頓州立大學   | 21-20 |
| 1984年   | 西雅圖華盛頓大學 | 38-29 |
| 1983年   | 華盛頓州立大學   | 17-6  |
| 1982年   | 華盛頓州立大學   | 24-20 |
| 1981年   | 西雅圖華盛頓大學 | 23-10 |
| 1980年   | 西雅圖華盛頓大學 | 30-23 |
| 1979年   | 西雅圖華盛頓大學 | 17-7  |
| 1978年   | 西雅圖華盛頓大學 | 38-8  |
| 1977年   | 西雅圖華盛頓大學 | 35-15 |
| 1976年   | 西雅圖華盛頓大學 | 51-32 |
| 1975年   | 西雅圖華盛頓大學 | 28-27 |
| 1974年   | 西雅圖華盛頓大學 | 24-17 |
| 1973年   | 華盛頓州立大學   | 52-26 |
| 1972年   | 華盛頓州立大學   | 27-10 |
| 1971年   | 西雅圖華盛頓大學 | 28-20 |
| 1970年   | 西雅圖華盛頓大學 | 43-25 |
| 1969年   | 西雅圖華盛頓大學 | 30-21 |
| 1968年   | 華盛頓州立大學   | 24-0  |
| 1967年   | 華盛頓州立大學   | 9-7   |
| 1966年   | 西雅圖華盛頓大學 | 19-7  |
| 1965年   | 西雅圖華盛頓大學 | 27-9  |
| 1964年   | 西雅圖華盛頓大學 | 14-0  |
| 1963年   | 西雅圖華盛頓大學 | 16-0  |
| 1962年   | 西雅圖華盛頓大學 | 26-21 |
| 1961年   | 西雅圖華盛頓大學 | 21-17 |
| 1960年   | 西雅圖華盛頓大學 | 8-7   |
| 1959年   | 西雅圖華盛頓大學 | 20-0  |
| 1958年   | 華盛頓州立大學   | 18-14 |
| 1957年   | 華盛頓州立大學   | 27-7  |
| 1956年   | 西雅圖華盛頓大學 | 40-26 |
| 1955年   | 西雅圖華盛頓大學 | 27-7  |
| 1954年   | 華盛頓州立大學   | 26-7  |
| 1953年   | 華盛頓州立大學   | 25-20 |
| 1952年   | 西雅圖華盛頓大學 | 33-27 |
| 1951年   | 華盛頓州立大學   | 27-25 |
| 1950年   | 西雅圖華盛頓大學 | 52-21 |
| 1949年   | 西雅圖華盛頓大學 | 34-21 |
| 1948年   | 華盛頓州立大學   | 10-0  |
| 1947年   | 西雅圖華盛頓大學 | 20-0  |
| 1946年   | 西雅圖華盛頓大學 | 21-7  |
| 1945年   | 華盛頓州立大學   | 7-0   |
| 1945年   | 西雅圖華盛頓大學 | 6-0   |
| 1942年   | 賽和             | 0-0   |
| 1941年   | 西雅圖華盛頓大學 | 23-13 |
| 1940年   | 西雅圖華盛頓大學 | 33-9  |
| 1939年   | 華盛頓州立大學   | 6-0   |
| 1938年   | 西雅圖華盛頓大學 | 26-0  |
| 1937年   | 賽和             | 7-7   |
| 1936年   | 西雅圖華盛頓大學 | 40-0  |
| 1935年   | 西雅圖華盛頓大學 | 21-0  |
| 1934年   | 賽和             | 0-0   |
| 1933年   | 華盛頓州立大學   | 17-6  |
| 1932年   | 賽和             | 0-0   |
| 1931年   | 西雅圖華盛頓大學 | 12-0  |
| 1930年   | 華盛頓州立大學   | 3-0   |
| 1929年   | 華盛頓州立大學   | 20-13 |
| 1928年   | 西雅圖華盛頓大學 | 6-0   |
| 1927年   | 西雅圖華盛頓大學 | 14-0  |
| 1926年   | 華盛頓州立大學   | 9-6   |
| 1925年   | 西雅圖華盛頓大學 | 23-0  |
| 1924年   | 西雅圖華盛頓大學 | 14-0  |
| 1923年   | 西雅圖華盛頓大學 | 24-7  |
| 1922年   | 西雅圖華盛頓大學 | 16-13 |
| 1921年   | 華盛頓州立大學   | 14-0  |
| 1919年   | 西雅圖華盛頓大學 | 13-7  |
| 1917年   | 華盛頓州立大學   | 14-0  |
| 1914年   | 西雅圖華盛頓大學 | 45-0  |
| 1913年   | 西雅圖華盛頓大學 | 20-0  |
| 1912年   | 西雅圖華盛頓大學 | 19-0  |
| 1911年   | 西雅圖華盛頓大學 | 30-6  |
| 1910年   | 西雅圖華盛頓大學 | 16-0  |
| 1908年   | 賽和             | 6-6   |
| 1907年   | 華盛頓州立大學   | 11-5  |
| 1904年   | 西雅圖華盛頓大學 | 12-6  |
| 1903年   | 西雅圖華盛頓大學 | 10-0  |
| 1902年   | 西雅圖華盛頓大學 | 16-0  |
| 1901年   | 華盛頓州立大學   | 10-0  |
| 1900年   | 賽和             | 5-5   |

## 參看
- 華盛頓州立大學
- 西雅圖華盛頓大學
- 太平洋十大學聯會

## 外部連結
- 蘋果盃照片 - 西雅圖華盛頓大學網站